# Papouasie-Nouvelle-Guinée
Pour les articles homonymes, voir Papouasie, Nouvelle-Guinée (homonymie) et Guinée (homonymie).
État indépendant de Papouasie-Nouvelle-Guinée
(en) Independent State of Papua New Guinea 
(tpi) Independen Stet bilong Papua Niugini 
(ho) Independen Stet bilong Papua Niu Gini 
La Papouasie-Nouvelle-Guinée (en anglais : Papua New Guinea ; en tok pisin : Papua Niugini ; en hiri motu : Papua Niu Gini), en forme longue l'État indépendant de Papouasie-Nouvelle-Guinée (en anglais : Independent State of Papua New Guinea ; en tok pisin : Independen Stet bilong Papua Niugini ; en hiri motu : Independen Stet bilong Papua Niu Gini), est un État souverain d'Océanie comprenant la moitié orientale de l'île de Nouvelle-Guinée, l'archipel Bismarck, l'île Bougainville ainsi que de nombreuses petites îles. Situé en Océanie proche, dans l'Ouest de l'océan Pacifique, au nord de l'Australie et à l'ouest des îles Salomon, il est le troisième plus grand État insulaire au monde, avec une superficie de 462 840 km2. Sa capitale, Port Moresby, se situe le long de la côte sud-est. La Nouvelle-Guinée fait partie du continent australien et sa moitié occidentale est sous souveraineté indonésienne.
Après avoir été gouvernée par trois puissances extérieures depuis 1883 (Allemagne, Royaume-Uni puis Australie), la Papouasie-Nouvelle-Guinée a obtenu sa souveraineté en 1975, en tant que royaume du Commonwealth. Cette indépendance fit suite à près de 60 ans d'administration australienne, qui débuta sur l'ensemble du territoire à partir de la Première Guerre mondiale. La Papouasie-Nouvelle-Guinée est l'un des États les plus linguistiquement diversifiés au monde. Il existe 851 langues connues sur son territoire. En 2019, il s'agit également de l'État le plus rural avec seulement 13,25 % de ses habitants vivant dans des centres urbains. Sa population, estimée à 8 millions de personnes en 2021 par le gouvernement, vit dans des communautés coutumières qui sont aussi diverses que les langues. En 2022, plusieurs estimations rapportent que la population serait en fait plus proche des 17 millions d'habitants.
L'État est l'un des moins explorés au monde, autant culturellement que géographiquement. Il est connu pour avoir de nombreux peuples isolés et les chercheurs pensent qu'il existe de nombreuses espèces de plantes et d'animaux non découvertes à l'intérieur des terres. L'État est classé comme une économie en développement par le Fonds monétaire international. Près de 40 % de la population vit de manière naturelle et autosuffisante, sans accès au capital mondial. La plupart des habitants vivent dans des groupes sociaux traditionnels forts, basés sur l'agriculture vivrière. La vie sociale des groupes papous combine la religion traditionnelle avec des pratiques contemporaines, comme le christianisme et l'enseignement primaire.
Les sociétés et les clans papous sont explicitement reconnus par la Constitution qui exprime le souhait que « les villages et les communautés traditionnelles restent des unités viables de la société papouane-néo-guinéenne ». Elle protège également leur importance continue pour la vie communautaire locale et nationale. La Papouasie-Nouvelle-Guinée est un État observateur de l'Association des nations de l'Asie du Sud-Est depuis 1976 et a déposé sa demande de statut de membre à part entière. Elle est membre de l'Organisation des Nations unies, du Commonwealth, de la Coopération économique pour l'Asie-Pacifique, de la Communauté du Pacifique, du Forum des îles du Pacifique, du Groupe Fer de lance mélanésien, du Programme régional océanien de l'environnement, du Plan de Colombo et l'Institut mondial de la croissance verte.

## Étymologie
Le nom du pays provient de « papou », mot qui, d'après le naturaliste Alfred Wallace, est issu du malais puwah-puwah ou papuwah qui signifie « crépu ». L'ethnologue Français Christian Pelras, spécialiste du sud de l'île de Célèbes, écrit que des cartes établies au XVIIIe siècle par les Bugis mentionnent le nom de « Papua » pour désigner la Nouvelle-Guinée.
Nouvelle-Guinée est le nom qu'a donné au XVIe siècle un explorateur espagnol, en raison de la ressemblance qu'il trouve aux habitants avec la population de Guinée équatoriale en Afrique.

## Histoire

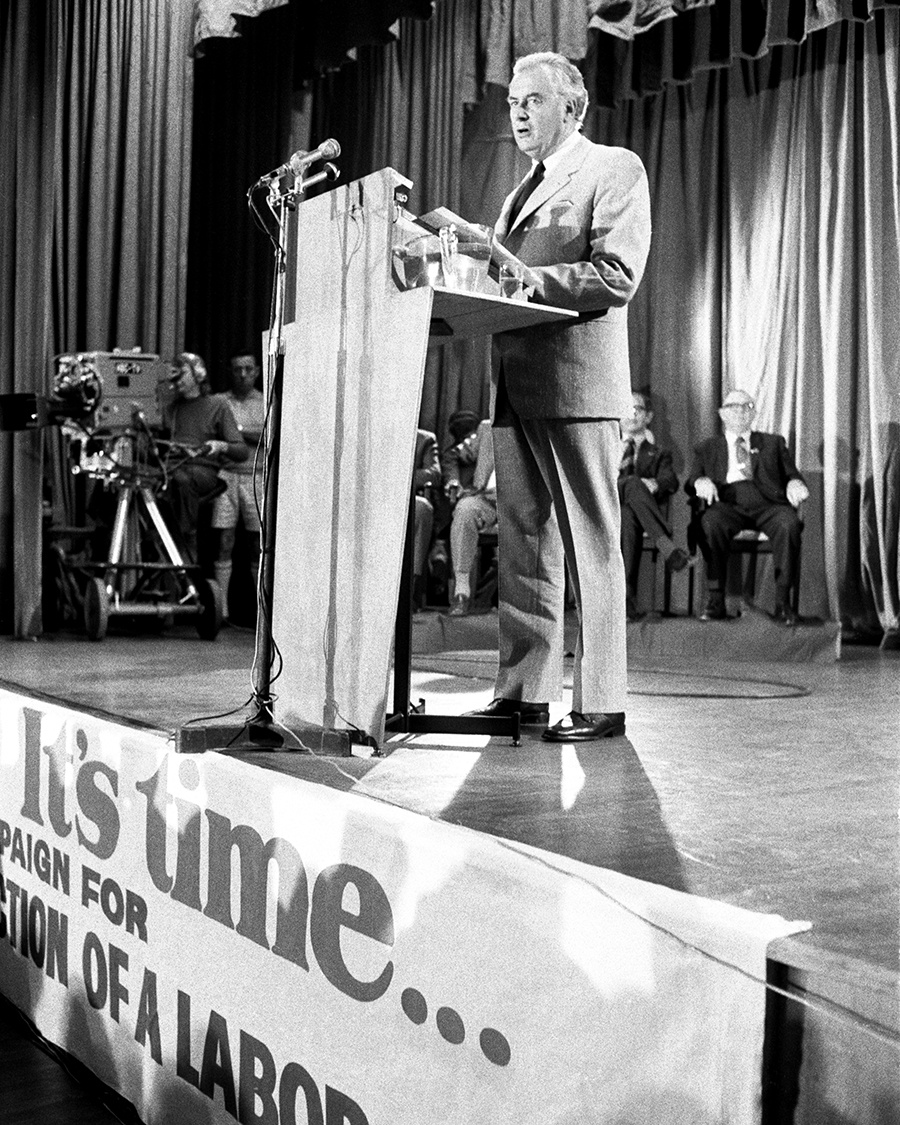
C'est le Premier ministre australien Gough Whitlam, ici en campagne électorale en 1972, qui a accordé l'indépendance à la Papouasie-Nouvelle-Guinée.

Les premiers habitants, ancêtres des Papous, s'installent en Nouvelle-Guinée et dans des îles avoisinantes il y a quelque 50 000 ans. Il y a quelque 3 500 ans, des migrants austronésiens atteignent la Nouvelle-Guinée orientale et se mêlent aux populations papouasiennes sur la côte septentrionale et dans les îles Bismarck.
En 1884, le Nord de l'actuelle Papouasie-Nouvelle-Guinée est annexé par l'Empire colonial allemand, puis le Sud est fait protectorat de l'Empire britannique cette même année. Le territoire passe entièrement sous souveraineté britannique après la Première Guerre mondiale, et est confié à l'Australie. La Papouasie-Nouvelle-Guinée obtient paisiblement son indépendance, et devient membre du Commonwealth des nations, en 1975.
Le pays a vécu des conflits frontaliers avec l'Indonésie et des mouvements sécessionnistes, tel celui de l'île de Bougainville (1989-2001) où la guérilla aurait fait près de 20 000 morts et où, en novembre 2019, un référendum sur l'indépendance a eu lieu. 176 928 électeurs ont voté en faveur de l’indépendance, soit plus de 98 % des suffrages exprimés.
Le gouvernement de Papouasie-Nouvelle-Guinée accepte en 2023 un accord avec les États-Unis faisant de l’archipel une gigantesque base avancée pour l’armée américaine. Celle-ci dispose dès lors d'un accès « sans entrave » à six ports et aéroports, où elle pourra positionner troupes et matériel. Les États-Unis auront l’« usage exclusif » de certains périmètres, où ils pourront construire leurs propres installations.

## Politique
La Papouasie-Nouvelle-Guinée est un royaume du Commonwealth, et donc une démocratie parlementaire. Le roi Charles III en est symboliquement le chef d'État. Il est représenté par un gouverneur général.
Le pouvoir exécutif est détenu par le Premier ministre, qui dirige le cabinet. Le Parlement, unicaméral, a cent onze sièges, dont vingt-deux sont occupés par les gouverneurs des vingt-deux provinces. Les parlementaires sont élus tous les cinq ans.
Les élections attirent un grand nombre de candidats ; de nombreux membres du parlement sont élus avec moins de 10 % des voix.
Depuis les années 1960, des tensions séparatistes sur l'île de Bougainville opposent les insulaires au pouvoir central. Ce conflit entraîne des affrontements violents dans les années 1980, l'échec de la stratégie de harcèlement judiciaire des propriétaires terriens de l'île (qui abrite la mine de cuivre de Panguna, aujourd'hui désaffectée) conduisant à une radicalisation du conflit, avec la création en 1988 de l'Armée révolutionnaire de Bougainville.
En mai 2012, le Parlement national de Papouasie-Nouvelle-Guinée élit Peter O'Neill alors que le Premier ministre d'alors est à Singapour pour une opération du cœur. Le Premier ministre de facto dirige la police et l'armée et exerce le pouvoir bien que la Cour suprême ait jugé l'exercice du pouvoir par ce dernier illégal. Cette controverse n'est réglée que par les élections législatives de 2012 qui confortent Peter O'Neill dans son autorité.

## Subdivisions
La Papouasie-Nouvelle-Guinée était divisée en vingt divisions principales (réparties en quatre régions) créées initialement comme districts lors de l'indépendance du pays le 16 septembre 1975, mais ayant acquis le statut de provinces en 1975 (à l'exception de la capitale nationale, restée un district séparé de la nouvelle province Centrale). Bougainville (anciennement la Province des Îles Salomon du Nord) a un statut distinct de région autonome (et sa capitale de jure, Arawa, a été largement détruite et déplacée de facto à Buka).
En 2012, deux provinces ont été divisées en deux, portant le nombre de divisions principales à vingt-deux (le district de la capitale nationale, vingt provinces et la région autonome de Bougainville) avec les nouvelles provinces de Hela (séparée de celle des Hautes-Terres méridionales) et Jiwaka (séparée de celle des Hautes-Terres occidentales).
Les provinces (et la région autonome de Bougainville) sont elles-mêmes subdivisées en districts. Les districts (y compris le district de la capitale nationale) sont eux-mêmes divisés en gouvernements de niveau local (GNL, en anglais : Local Level Government, LLG) tenant lieu de municipalités : les GNL ruraux (les plus nombreux) groupent une petite ville ou un village chef-lieu et divers villages environnants, les GNL urbains subdivisent les villes plus importantes (mais avec encore de nombreux petits villages, même dans ceux du district capitale).

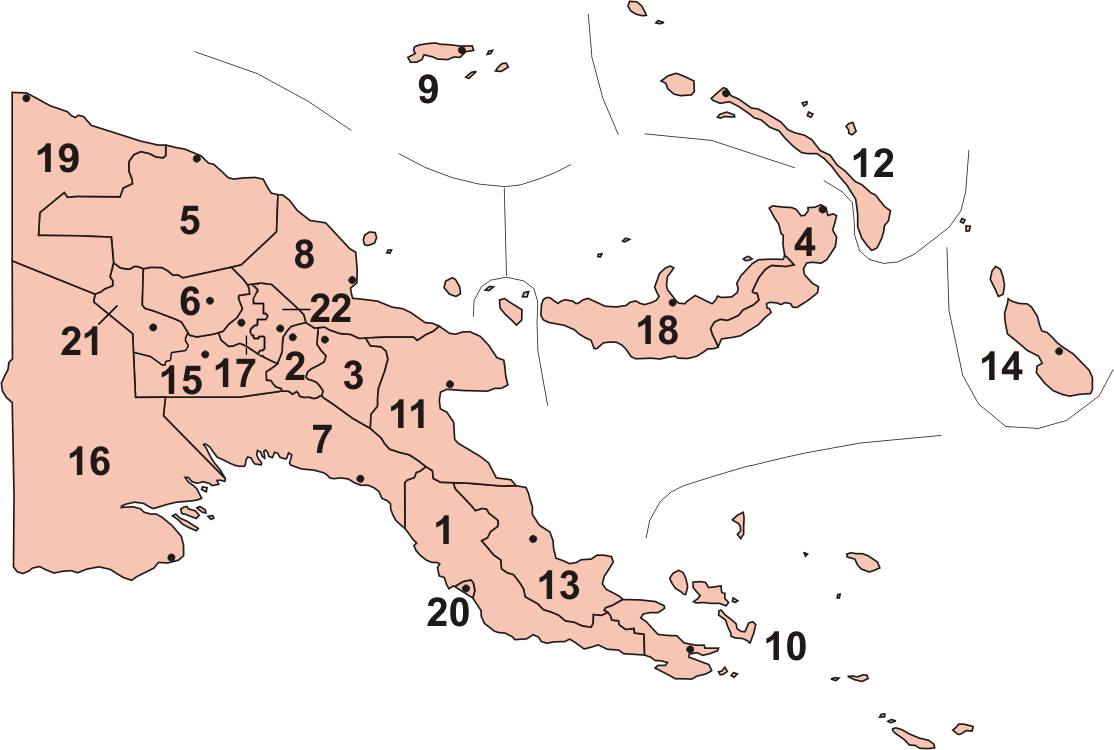
Carte des provinces de la Papouasie-Nouvelle-Guinée depuis 2012.

| Région        | Code ISO 3166-2 | Subdivision provinciale (nom français) | Statut                        | Nº sur la carte | Capitale                           | Nombre de districts | Nombre de GNL ruraux | Nombre de GNL urbains |
| ------------- | --------------- | -------------------------------------- | ----------------------------- | --------------- | ---------------------------------- | ------------------- | -------------------- | --------------------- |
| Papouasie     | PG-CPM          | Province centrale                      | province                      | (1)             | Port Moresby (hors de la province) | 4                   | 13                   | 0                     |
| Papouasie     | PG-GPK          | Golfe                                  | province                      | (7)             | Kerema                             | 6                   | 9                    | 1                     |
| Papouasie     | PG-MBA          | Baie Milne                             | province                      | (10)            | Alotau                             | 4                   | 14                   | 2                     |
| Papouasie     | PG-NPP          | Province nord (ou Oro)                 | province                      | (13)            | Popondetta                         | 2                   | 7                    | 1                     |
| Papouasie     | PG-WPD          | Ouest (ou Fly)                         | province                      | (16)            | Daru                               | 3                   | 11                   | 3                     |
| Papouasie     | PG-NCP          | Capitale nationale                     | district (statut particulier) | (20)            | Port Moresby                       | 1                   | 0                    | 3                     |
| Hautes Terres | PG-CPK          | Simbu (ou Chimbu)                      | province                      | (2)             | Kundiawa                           | 6                   | 19                   | 0                     |
| Hautes Terres | PG-EHG          | Hautes-Terres orientales               | province                      | (3)             | Goroka                             | 8                   | 11                   | 2                     |
| Hautes Terres | PG-EPW          | Enga                                   | province                      | (6)             | Wabag                              | 5                   | 14                   | 0                     |
| Hautes Terres | PG-SHM          | Hautes-Terres méridionales             | province                      | (15)            | Mendi                              | 5                   | 17                   | 2                     |
| Hautes Terres | PG-WHM          | Hautes-Terres occidentales             | province                      | (17)            | Mount Hagen                        | 4                   | 8                    | 1                     |
| Hautes Terres | PG-HKA          | Hela                                   | province                      | (21)            | Tari                               | 3                   | 10                   | 1                     |
| Hautes Terres | PG-JWK          | Jiwaka                                 | province                      | (22)            | Banz                               | 3                   | 6                    | 0                     |
| Momase        | PG-ESW          | Sepik oriental                         | province                      | (5)             | Wewak                              | 6                   | 25                   | 1                     |
| Momase        | PG-MPM          | Madang                                 | province                      | (8)             | Madang                             | 6                   | 16                   | 1                     |
| Momase        | PG-MPL          | Morobe                                 | province                      | (11)            | Lae                                | 9                   | 30                   | 3                     |
| Momase        | PG-SAN          | Sandaun (ou Sepik occidental)          | province                      | (19)            | Vanimo                             | 4                   | 16                   | 2                     |
| Îles          | PG-EBR          | Nouvelle-Bretagne orientale            | province                      | (4)             | Kokopo                             | 4                   | 16                   | 2                     |
| Îles          | PG-MRL          | Manus                                  | province                      | (9)             | Lorengau                           | 1                   | 11                   | 1                     |
| Îles          | PG-NIK          | Nouvelle-Irlande                       | province                      | (12)            | Kavieng                            | 2                   | 8                    | 1                     |
| Îles          | PG-NSB          | Bougainville                           | région autonome               | (14)            | Buka (de facto), Arawa (de jure)   | 3                   | 12                   | 0                     |
| Îles          | PG-WBK          | Nouvelle-Bretagne occidentale          | province                      | (18)            | Kimbe                              | 2                   | 10                   | 1                     |

## Géographie

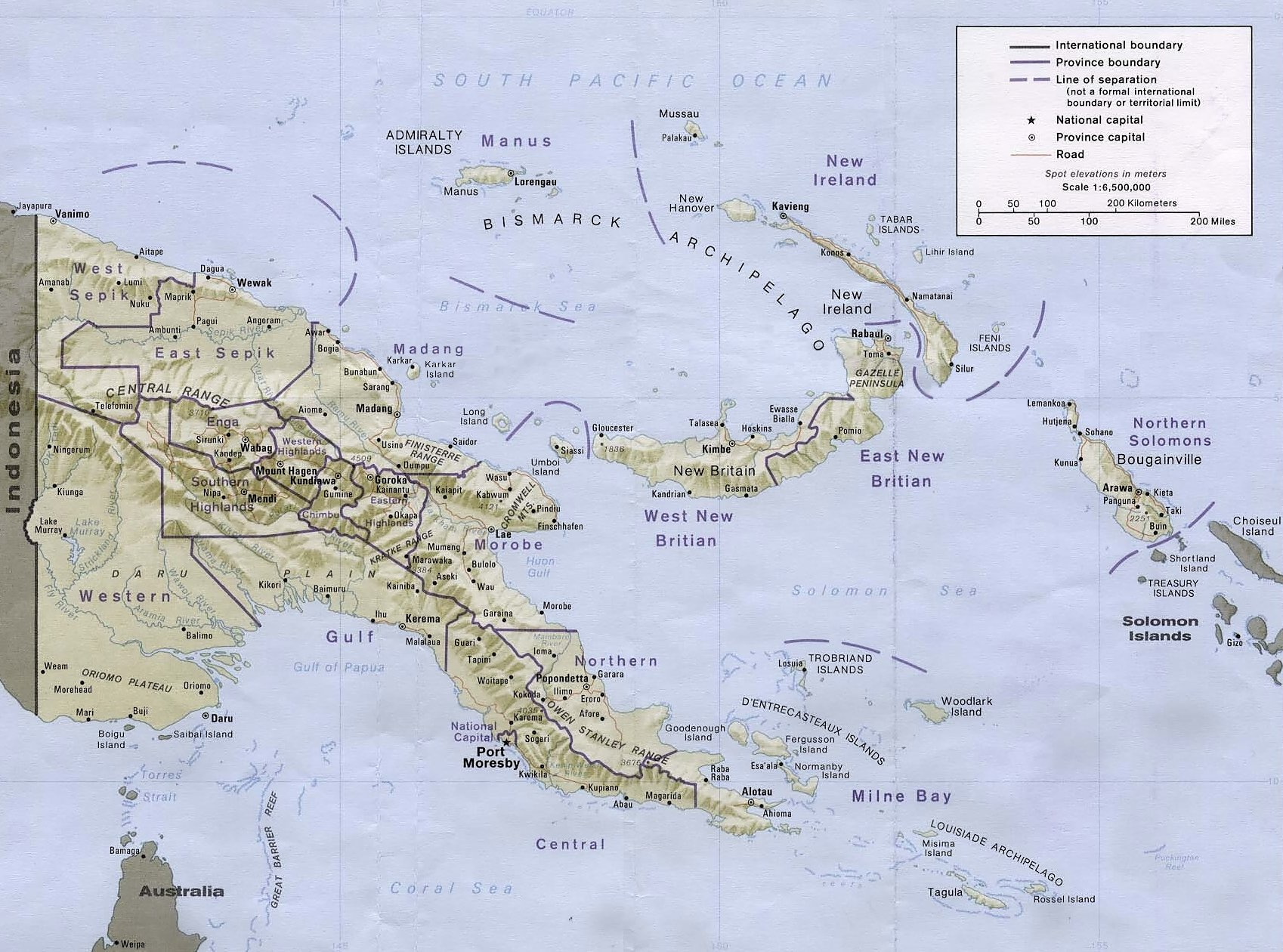
Carte de la Papouasie-Nouvelle-Guinée

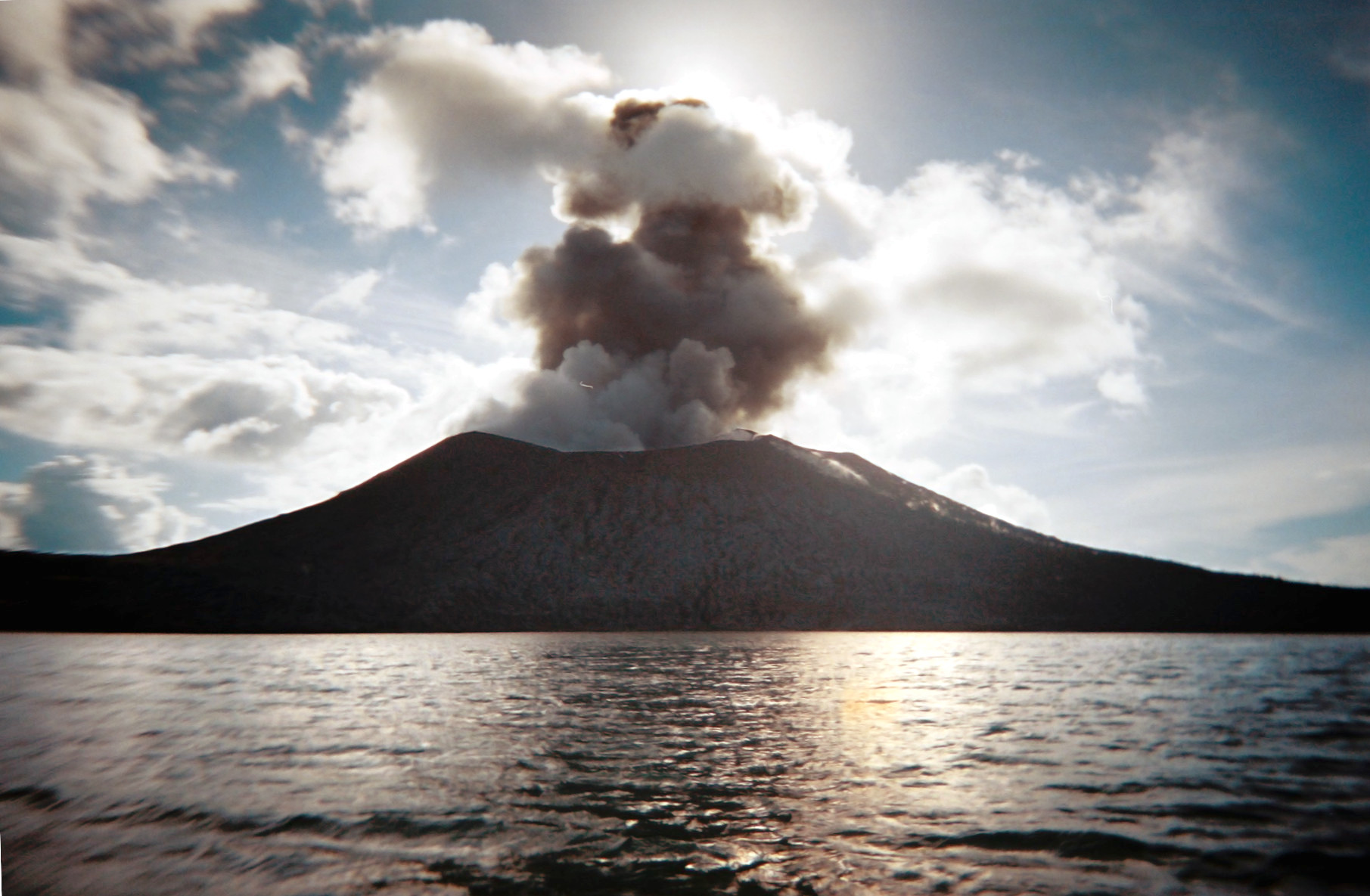
Il y a plusieurs volcans actifs en Papouasie-Nouvelle-Guinée, tel celui-ci en Nouvelle-Bretagne

La Papouasie-Nouvelle-Guinée est essentiellement montagneuse (le mont Wilhelm culmine à 4 509 m) et couverte de forêts tropicales ombrophiles.
Située le long d'une faille tectonique, les tremblements de terre et les tsunamis en résultant sont relativement communs en Papouasie-Nouvelle-Guinée.
La plus grande partie du pays est située sur l'île de Nouvelle-Guinée, où se trouve la capitale Port Moresby, mais comprend aussi quelques îles, dont les plus importantes sont :
- la Nouvelle-Irlande ;
- la Nouvelle-Bretagne (principales îles de l'archipel Bismarck) ;
- et l'île Bougainville (géographiquement rattachée à l'archipel des Salomon).

### Climat
La Papouasie-Nouvelle-Guinée bénéficie d'un climat équatorial, qui se caractérise par une forte chaleur tout au long de l’année, mais également par une importante humidité. En plaine, la température moyenne annuelle s’élève à environ 24 °C. On assiste à une baisse rapide de la température ambiante lorsque l’altitude s’élève (gelées fréquentes). Les précipitations restent basses en dehors de la saison des fortes pluies, durant l'été austral et le début de l'automne.
| Mois                                              | Jan | Fév | Mars | Avr | Mai | Juin | Juil | Août | Sep | Oct | Nov | Déc |
| Temp. min. (°C)                                   | 23  | 22  | 22   | 22  | 22  | 22   | 21   | 21   | 22  | 22  | 22  | 23  |
| Temp. max. (°C)                                   | 31  | 31  | 31   | 31  | 30  | 30   | 29   | 30   | 30  | 31  | 32  | 32  |
| Temp. moy. (°C)                                   | 28  | 28  | 27   | 27  | 27  | 26   | 26   | 26   | 26  | 27  | 28  | 28  |
| Précipitations (mm)                               | 179 | 196 | 190  | 120 | 65  | 39   | 26   | 25   | 33  | 35  | 55  | 121 |
| Sources : CapAustral, www.studentsoftheworld.info |     |     |      |     |     |      |      |      |     |     |     |     |

Évolution de la température et des précipitations à Port Moresby (capitale de la Papouasie-Nouvelle-Guinée) sur une année.

## Biodiversité
La Papouasie-Nouvelle-Guinée fait partie de l'écozone australasienne, qui inclut également l'Australie, la Nouvelle-Zélande, l'est de l'Indonésie, et plusieurs archipels du Pacifique dont les Îles Salomon et Vanuatu. Géologiquement, l'île de Nouvelle-Guinée est une extension de la plaque australienne, connectée au segment australien par un plateau continental peu profond traversant le détroit de Torrès ; ce plateau était exposé dans le passé, en particulier pendant les périodes de glaciation, où le niveau des mers était plus bas que de nos jours, et formait un pont terrestre.

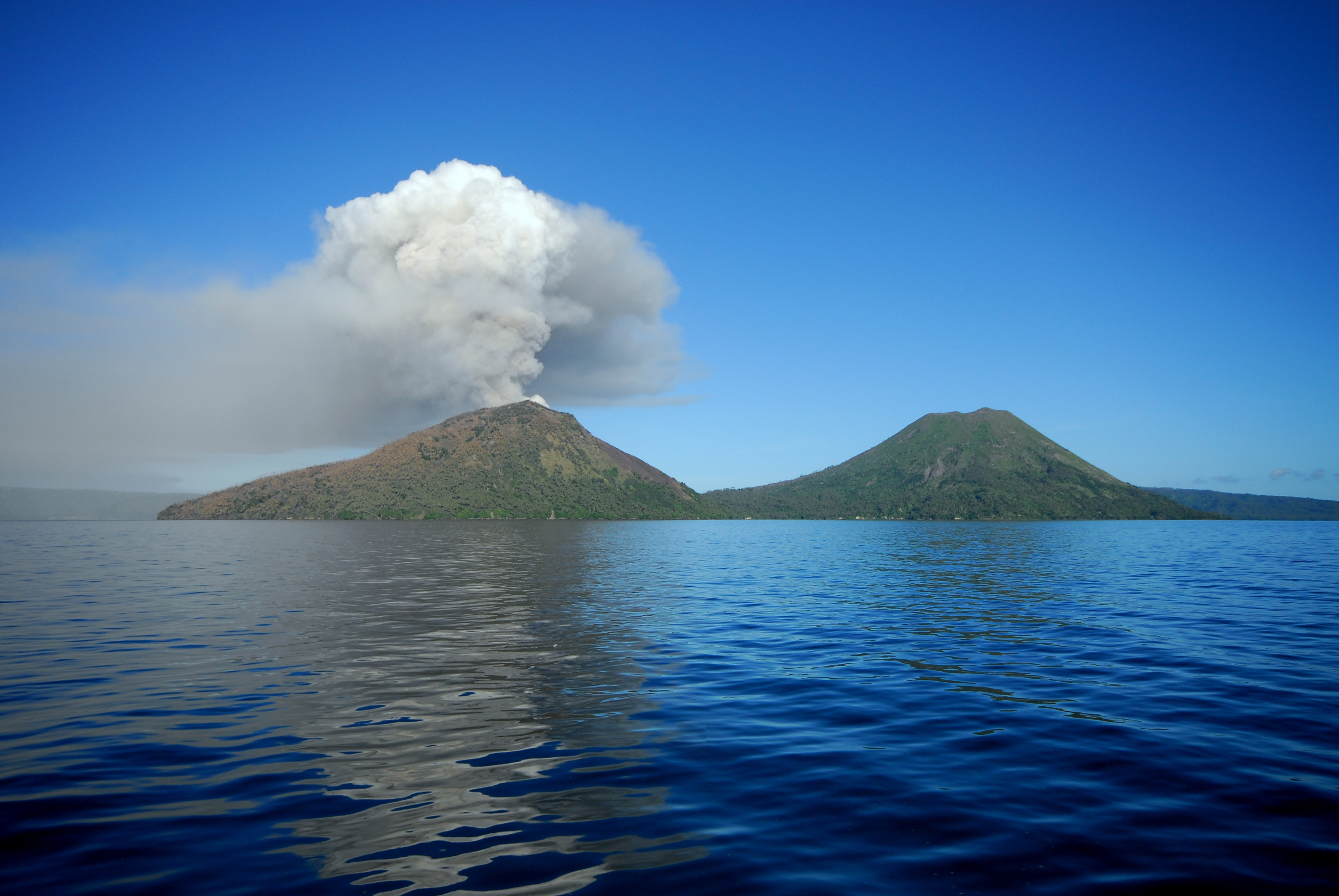
Mont Tavurvur.

Par conséquent, de nombreuses espèces d'oiseaux et de mammifères se trouvant en Nouvelle-Guinée ont des liens génétiques très proches de certaines espèces correspondantes en Australie. Une des caractéristiques que les deux étendues de terre ont en commun est l'existence de plusieurs espèces de mammifères marsupiaux, dont des kangourous et opossums (phalangeriformes), qui ne se trouvent nulle part ailleurs.

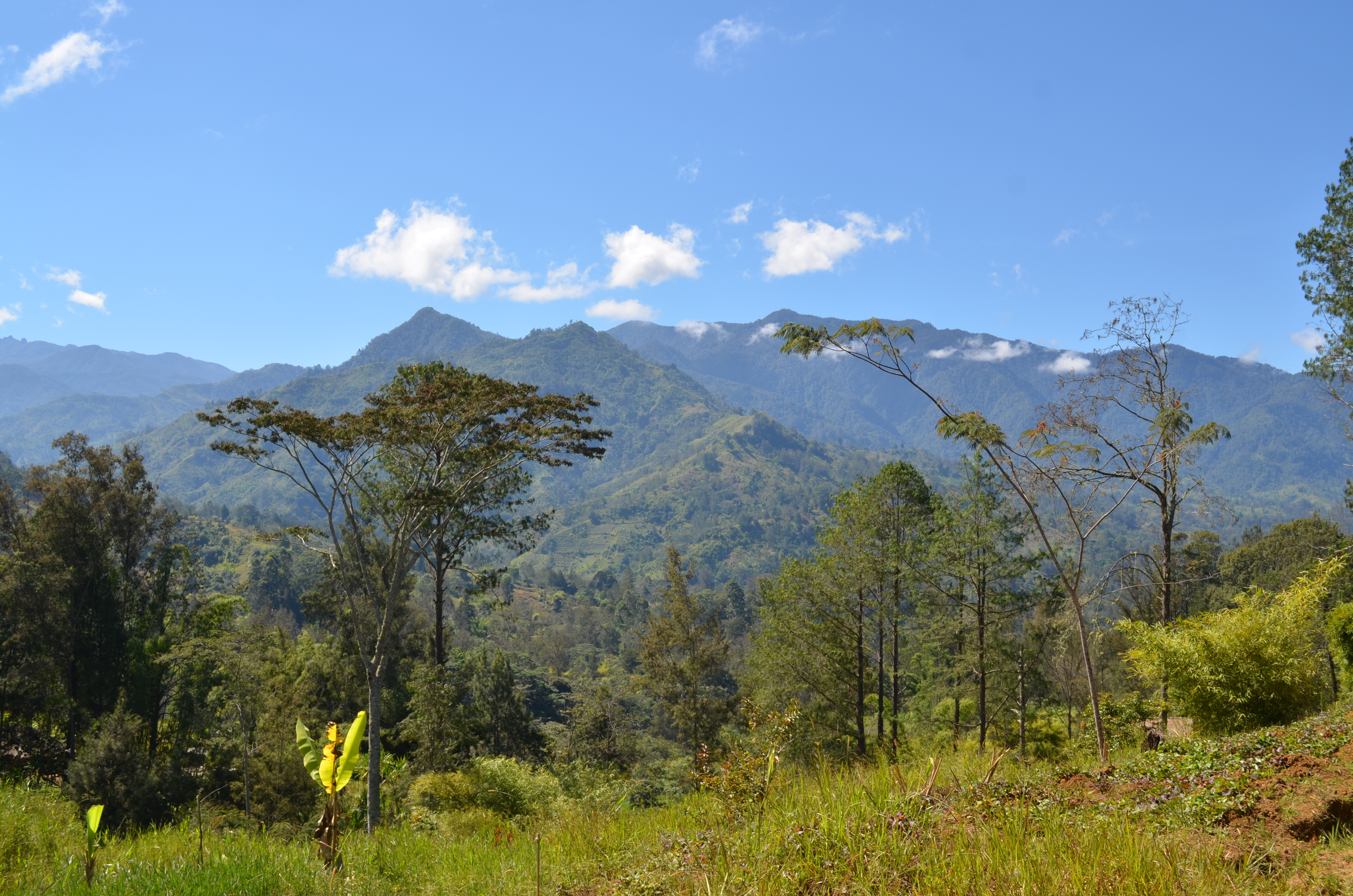
Les Highlands de Nouvelle-Guinée.

Une grande partie des autres îles sur le territoire de la Papouasie-Nouvelle-Guinée, dont la Nouvelle-Bretagne, la Nouvelle-Irlande, Bougainville, les Îles de l'Amirauté, les Îles Trobriand, et l'archipel des Louisiades, n'ont jamais été reliées à la Nouvelle-Guinée par des ponts terrestres. En conséquence, ces îles ont leur propre flore et faune ; en particulier, on ne retrouve pas les mammifères terrestres et les oiseaux inaptes au vol qui sont des espèces communes en Nouvelle-Guinée et en Australie.

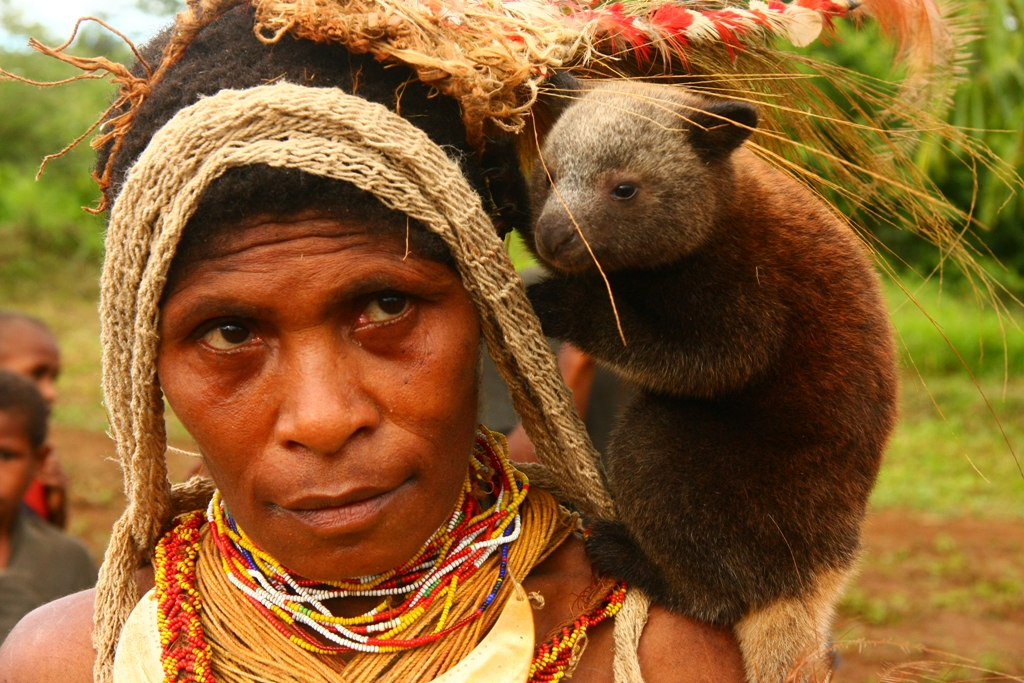
Kangourou arboricole en Papouasie-Nouvelle-Guinée.

L'Australie et la Nouvelle-Guinée sont des morceaux de l'ancien supercontinent Gondwana, qui commença à se fragmenter en continents plus petits pendant la période du Crétacé, entre 66 et 130 millions d'années avant notre ère. L'Australie finit par se détacher de l'Antarctique il y a environ 45 millions d'années. Toutes les îles australasiennes abritent une flore de l'Antarctique, descendant de la flore du sud de Gondwana, dont les conifères podocarpacées, les pins Araucaria, et les Nothofagus. Ces familles de plantes sont toujours présentes en Papouasie-Nouvelle-Guinée.
La collision entre la plaque australienne et la plaque eurasienne est à l'origine de la Chaîne Centrale. La Chaîne Centrale est bien plus jeune et plus haute que les montagnes australiennes, et son altitude est tellement élevée qu'elle abrite des glaciers équatoriaux, rares. La Nouvelle-Guinée fait partie des tropiques humides, et plusieurs espèces de plantes tropicales indomalaises se trouvent aux alentours des détroits asiatiques, se mélangeant à la plus ancienne flore australienne et antarctique.

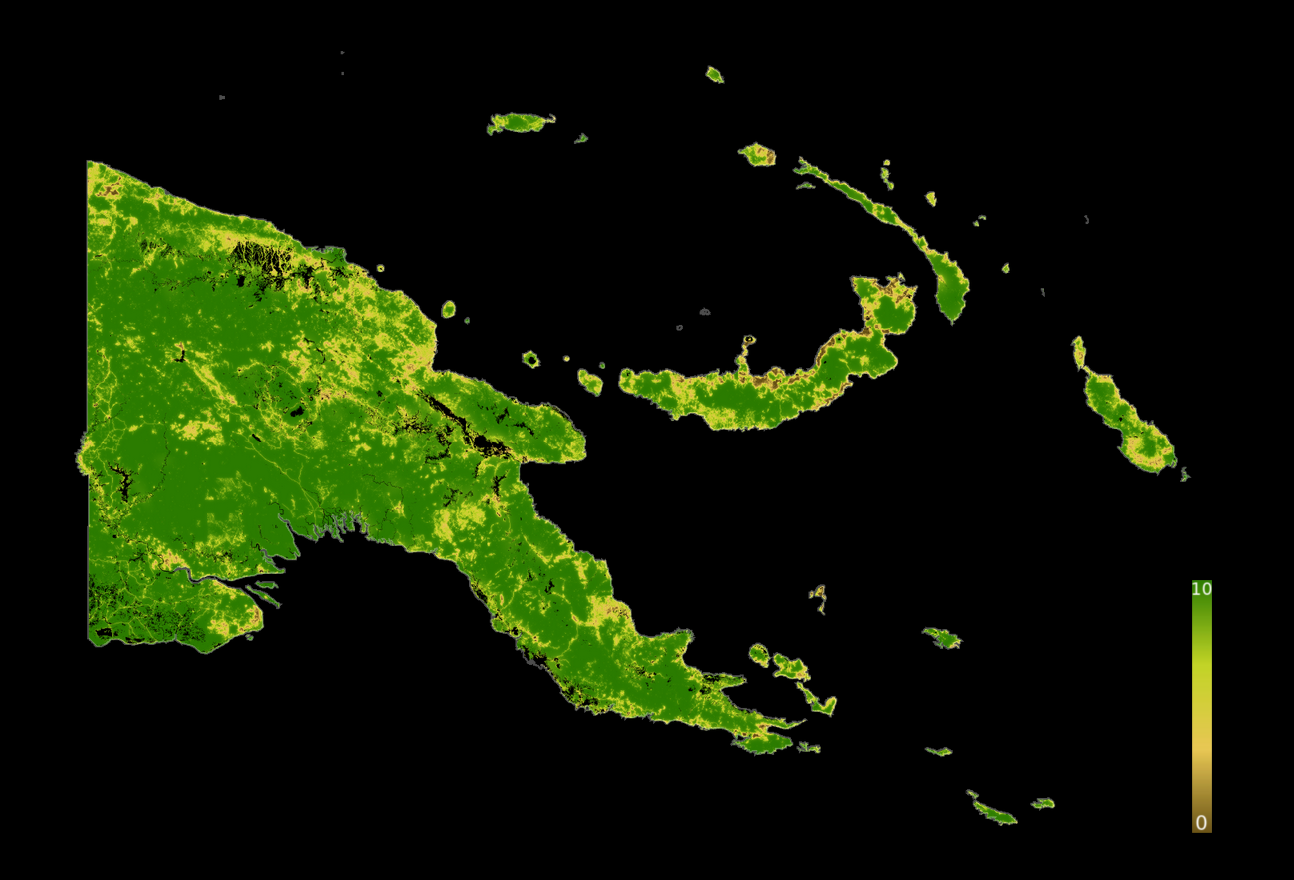
La Papouasie-Nouvelle-Guinée avait un score moyen de l'Indice d'intégrité du paysage forestier 2019 de 8.84, le classant 17e sur 172 pays.

Au vu du rythme actuel de la déforestation, plus de la moitié des forêts du pays pourraient avoir disparu ou avoir été sévèrement dégradées avant 2021, selon une nouvelle étude satellite de la région. Près d'un quart des forêts tropicales de Papouasie-Nouvelle-Guinée furent endommagées ou détruites entre 1972 et 2002.
Les Portugais, puis les Espagnols, ont emprunté bananiers, cocotiers, cannes à sucre, et transmis la patate douce, qui a permis de développer la population humaine et de modifier ses activités.

## Économie
La Papouasie-Nouvelle-Guinée est richement dotée de ressources naturelles, mais leur exploitation est entravée par le terrain accidenté et le coût élevé du développement de l'infrastructure. Dans les années 2010, des gisements de gaz naturel gigantesques y ont été découverts. Leur exploitation, qui devrait démarrer dans trois ou quatre ans[Passage à actualiser], s'élèvera à près de sept millions de tonnes par an.
L'agriculture est le principal moyen de subsistance pour 85 % de la population. La culture du café dans la province des Eastern Highlands, notamment Goroka, est devenue, grâce à sa qualité, assez prépondérante, et génère un important revenu issu de l'exportation vers l'Europe et l'Amérique du nord.
Les dépôts de minerais, dont le pétrole, le cuivre, et l'or, contribuent à 72 % des recettes d'exportation. En 1972, sur l'île de Bougainville, à mille kilomètres au nord-est de Port Moresby, les Australiens mirent en exploitation Panguna, l'une des plus grandes mines de cuivre à ciel ouvert du monde, qui fournissait 45 % des exportations.
Le gouvernement a pu s'attirer l'appui international, notamment en gagnant le soutien du FMI et de la Banque mondiale en fixant des prêts d'aide au développement.
Sur les marchés des principales villes de la région des Hautes-Terres, le troc est encore couramment pratiqué, l'échange marchand supporté par les valeurs fiduciaires est devenu un mode « obligatoire » avec les personnes qui n'ont pas ou ont abandonné tout lien avec le quotidien des tribus et ethnies. En octobre 1998, des groupes ethniques de la région de Madang ont assigné à leur député le dépôt d'une proposition de loi visant à l'abolition de la monnaie-papier, et le retour à l'usage du Kina - et du Toea, sa subdivision - qui sont en fait des coquillages. pour maintenir et perpétuer les pratiques rencontrées lors des célébrations traditionnelles.

## Démographie
La population de la Papouasie-Nouvelle-Guinée est l'une des plus hétérogènes au monde. Le pays compte plusieurs centaines de groupes ethniques. Les ethnies papoues représentent 78 %, devant les Mélanésiens et les Négritos.
En 2015, la population atteint 7 619 321 habitants selon la Banque Mondiale, soit une densité de 16 habitants par km². La croissance démographique est de 2,1 %, le taux de natalité de 28,88 ‰ et celui de mortalité de 7,7 ‰. L’espérance de vie en 2014 est de 62 ans. La population est jeune (âge moyen en 2014 : 22 ans). Le taux d’alphabétisation des adultes en 2014 est de 62,9 % (Banque Mondiale-FMI), soit le 192e rang mondial sur 215 pays. L’indice de développement humain (2021) est de 0,558, ce qui place le pays au 156e rang mondial.

### Langues
La Papouasie-Nouvelle-Guinée est le pays où l'on dénombre le plus de langues différentes : plus de huit cents recensées au total, soit plus de 10 % du total des langues parlées dans le monde. Cependant, la plupart ont moins de 1 000 locuteurs.
La langue indigène la plus parlée est l'enga, avec un peu moins de 200 000 locuteurs. Viennent ensuite le melpa et le huli. Les langues indigènes sont classées en deux grands groupes, les langues austronésiennes et les langues non-austronésiennes, ou langues papoues.
Il y a quatre langues officielles en Papouasie-Nouvelle-Guinée : l'anglais, la langue des signes de Papouasie-Nouvelle-Guinée (en), le tok pisin (créole de base anglaise) et le hiri motu (créole de base motu). La langue des signes est devenue une langue officielle en 2015, alors même qu'elle était encore en développement à partir d'une forme créole de la langue des signes australienne.

## Santé
En 2004, les dépenses publiques pour la santé étaient à 3 % du produit intérieur brut, tandis que les dépenses du secteur privé s'élevaient à 0,6 %. Le pays a eu ou a, avec environ 2 % de la population adulte, le taux le plus élevé du VIH et du sida en Océanie. Dans le début des années 2000, il y avait 5 médecins pour 100 000 habitants. Avant les années 1960, le cannibalisme était autorisé pour des raisons culturelles ce qui a causé la propagation d'une maladie nommée « Kuru » chez le peuple Fore mais le cannibalisme a été aboli par l'Australie et la maladie a cessé de se propager.

## Éducation
Selon le rapport créé par le Programme des Nations unies pour le développement (PNUD) en 2011, 60,1 % de la population serait analphabète. Les femmes sont particulièrement touchées. Une grande partie de l'éducation est dispensée par l'Église luthérienne. En effet, plus de 500 écoles sont rattachées à l'Église évangélique luthérienne de Nouvelle-Guinée.
Le pays dispose de plusieurs universités.

## Religions

### Christianisme
Selon le recensement national de 2011, les principales dénominations chrétiennes sont l’église catholique romaine 26%, l'église luthérienne 18,4%, l'église adventiste 12,9%, les églises pentecôtistes 10,4%, l'Église Unie regroupant presbytériens c'est-à-dire réformés et méthodistes 10,3%, l'alliance évangélique 5,9%, l'église anglicane 3,2%, l'église baptiste 2,8%, l'Armée du Salut 0,4%, soit au total un peu plus de 64% de protestants.

### Animisme
Selon Amnesty International, la sorcellerie et la magie noire ont causé des tensions dans la population. En 2013, les journaux ont rapporté le meurtre par la foule de Kepari Leniata, identifiée par le journal local The National. C'était une jeune femme de 20 ans, accusée de sorcellerie et d'avoir tué un enfant, et qui fut immolée par la foule. Ces faits se sont produits à Mount Hagen, quatrième plus grande ville du pays. La foule a chassé les autorités (policiers, pompiers) qui voulaient s'interposer. Les journaux affichaient des photographies de son corps carbonisé,,.
Souvent cela se produit lors d'un enterrement. La foule est alors rassemblée pour la cérémonie, partageant dans l'incompréhension un malheur. Soudainement une accusation fuse, désignant quelqu'un, souvent une femme, et chacun se jette sur cette personne pour se former une explication et se dégager de la douleur.
Le phénomène est difficile à chiffrer ; l'ONU rapporte l'assassinat d'environ 200 personnes par an pour sorcellerie, ou complicité de sorcellerie. Le droit de tuer une sorcière était inscrit dans la Constitution jusqu'en 2013. En l'absence d'éducation, de police, l'assassinat de supposées sorcières est un moyen de purification, face à des événements douloureux et incompris. Ainsi, par la tradition du haus krai, chaque femme est épiée par le public et peut être accusée au moindre geste anormal. Plus prosaïquement, l'accusation de sorcellerie est un moyen pour les hommes de se défaire des femmes qui les gênent. Ou même, sous l'effet de l'alcool et de drogues, des femmes seules et isolées sont attaquées par des gangs sur ce motif. La croyance en la sorcellerie est une des plus profondes du pays,.
Les victimes de ces croyances sont la plupart du temps des femmes, mais aussi de nombreux hommes. Elle touche un grand nombre d'enfants et de bébés car, selon ces croyances, l'esprit maléfique réside dans l'utérus, et donc « contamine » l'enfant ; ainsi même des bébés sont souvent tués.
En 2018 la Cour nationale a condamné à mort huit personnes, à prison à perpétuité 88 personnes, pour le lynchage de supposés sorciers par une foule en 2014 dans la province de Madang. Toutefois, la peine capitale n'a pas été appliquée dans ce pays depuis 1954. Les croyant sorciers, la foule avait découpé en morceaux trois hommes et deux enfants âgés de 3 et 5 ans. La Cour affirme que la croyance en la sorcellerie n'est pas une circonstance atténuante pour ces meurtres.

## Culture

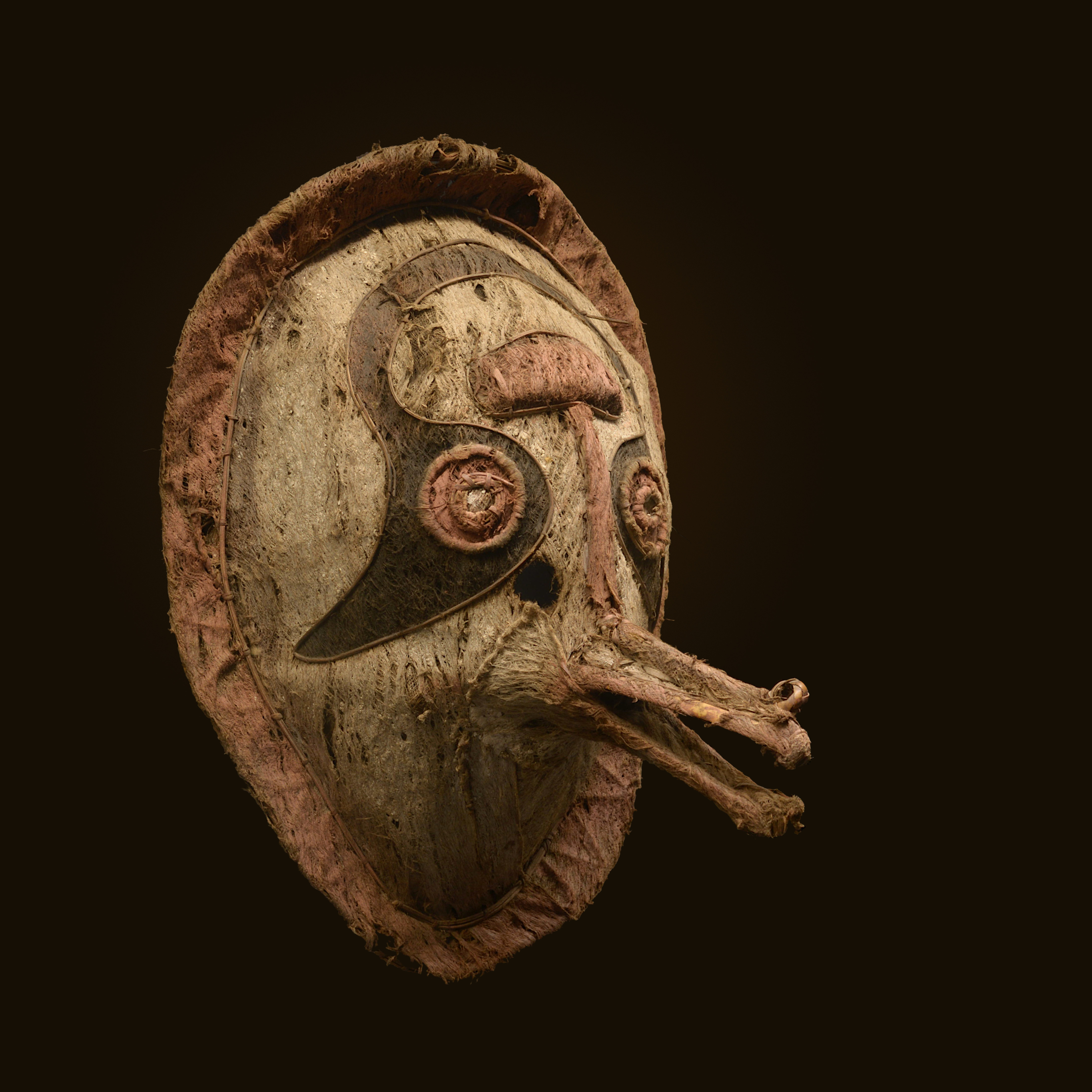
Masque eharo (culture Elema). Ces masques étaient vêtus par de jeunes guerriers et perçus comme des figures humoristiques. Ils dansaient avec des groupes de femmes avant des rituels plus solennels, pour l'amusement de la foule rassemblée. De la province du Golfe (Papouasie-Nouvelle-Guinée). Au muséum de Toulouse.

À la suite de l'indépendance de la Papouasie-Nouvelle-Guinée acquise en 1975, le pays se cherche une identité nationale, notamment à travers la création d'un art national qui allierait les traditions des très nombreuses tribus qui composent ses habitants et un élan vers une inexorable modernité et tandis que le pays n'a aucune tradition de peinture. Timothy Akis, Jakupa Ako et Mathias Kauage deviennent les premiers artistes influents de leur pays, en faisant se refléter la culture indigène dans les formes d'art contemporain,,.
- Culture de Papouasie-Nouvelle-Guinée
- Mythologie papoue (en)
- Musique de Papouasie-Nouvelle-Guinée (en)
- Cuisine de Papouasie-Nouvelle-Guinée
- Art papou
- Tapa (tissu), particulièrement des Ömie[33],[34]

### Musées
- Musée national de Papouasie-Nouvelle-Guinée (Port Moresby)
- Musée de la Guerre (Kokopo)

| Date                                                       | Nom                                                      | Remarques                                                             |
| ---------------------------------------------------------- | -------------------------------------------------------- | --------------------------------------------------------------------- |
| 1er janvier                                                | Jour de l'An                                             |                                                                       |
| date mobile                                                | Vendredi Saint                                           | Fêté par les catholiques et les protestants                           |
| date mobile                                                | Lundi de Pâques                                          | Fêté par les catholiques et les protestants                           |
| 25 avril                                                   | Jour de la Mémoire                                       | Jour commémorant les soldats tombés durant les deux guerres mondiales |
| 11 juin                                                    | Anniversaire de la Reine [réf. obsolète]                 |                                                                       |
| date mobile (en juillet)                                   | jour férié                                               |                                                                       |
| 16 septembre (en 2006), la date changeant selon les années | Fête de l'indépendance                                   | commémoration de l'indépendance de 1975                               |
| 17 octobre                                                 | Journée internationale pour l’élimination de la pauvreté | jour férié reconnu par l'ONU                                          |
| 24 octobre                                                 | Fête de l'ONU                                            |                                                                       |
| 20 novembre                                                | Journée mondiale de l'enfance                            |                                                                       |
| 1er décembre                                               | Journée mondiale contre le sida                          |                                                                       |
| 10 décembre                                                | Journée des droits de l'homme                            |                                                                       |
| 25 décembre                                                | Noël                                                     | Fêté par les catholiques et les protestants                           |
| 26 décembre                                                | Boxing Day                                               | Jour des étrennes et de la famille                                    |

### Littérature
- Littérature de Papouasie-Nouvelle-Guinée (en)

Kovave est la première revue littéraire du pays, créée par Ulli Beier pour l'Université de Papouasie-Nouvelle-Guinée.
Parmi les premiers écrivains connus, en langue anglaise : Albert Maori Kiki (1931-1993), Vincent Eri (1936-1993), Ignatius Kilage (1941-1989), John Kasaipwalova (en) (1949-), Russell Soaba (en) (1950-), Nora Vagi Brash (1965-), Loujaya Kouza (1966-).
Parmi les dramaturges : John Kasaipwalova (en) (1949-), John Waiko (1945).

#### Regards étrangers
L'ethnologue polonais Bronisław Malinowski est connu pour sa trilogie sur les populations des Îles Trobriand : Les Argonautes du Pacifique occidental (1922), La Vie sexuelle des sauvages du nord-ouest de la Mélanésie (1929) et Les Jardins de corail (1935).
Le romancier australien Ion Idriess (en), dans Gold Dust and Ashes (en) (1933), évoque la situation du pays autour des mines d'or de Bulolo entre 1880 et 1930.
Arnoult Seveau, dans La mémoire des brumes - Traversée interdite chez les Papous de Nouvelle-Guinée (1992,  (ISBN 978-2-226-05678-8)), rapportent leur reproduction de l'expédition Gaisseau-Delloye (1959-1960) (Le Ciel et la Boue), trente ans après, pour observer l'évolution des Papous des montagnes.
L'alpiniste autrichien Heinrich Harrer (1912-2006) raconte ses deux expéditions, plutôt en zone indonésienne : Je viens de l'âge de pierre (1963) et Chez les Papous: peuples et culture depuis leur âge de pierre (1976).
Le romancier français Pierre Pelot publie en 1995 Après le bout du monde : Papouasie.
La romancière australienne Drusilla Modjeska (en) dresse dans le roman en anglais Maunten (en) (2012, 2019 en français) un tableau des relations, avant (1968-1973) et après (2005-2006) l'indépendance, entre Anglais, Australiens, Néo-Guinéens, Papous (clans, villages, métis), à Port Moresby, à Popondetta et en montagne (Mont Lamington/Huvaemo).
Le romancier aventurier Sébastien Cazaudehore (1975-) situe en Nouvelle-Guinée l'action de son roman, La Tourmente du Serpent (2013 et 2021 pour la nouvelle édition), en partie tirée de ses voyages.

## Cinéma
Dans les années 1970, alors que la Papouasie-Nouvelle-Guinée devient indépendante, il est difficile pour les artistes du tiers-monde de réaliser des films : les médias sont avant tout des outils de propagande, et de nombreux pays sont toujours aux prises avec le mode de pensée colonial ; surtout, faire un film coûte cher pour ces économies. Le cinéma n'est pas une priorité, et ni les peuples, ni les colons n'y voient un avenir ou un intérêt. Cette absence du cinéma est un important facteur de démoralisation[Interprétation personnelle ?]. L'histoire du film First Contact, tourné en 1982, un film documentaire australien réalisé en Papouasie-Nouvelle-Guinée, de Bob Connolly (en) et Robin Anderson (en), qui prétend relater l'histoire d'un "premier contact" entre Occidentaux et Papous, illustre ces points.
Pour les auteurs, même s'il s'agit d'un documentaire censé relater des événements véritables, il faut avant tout raconter une histoire à un public, en l'occurrence un public australien. Même si le film se déroule en Papouasie, il s'agit d'abord de mettre en valeur des gens qui ressemblent à des Australiens, et moins de raconter l'histoire de Papous, ou d'autres personnes. Cependant, beaucoup de Papous aiment ce film, alors qu'il est condescendant avec eux : par exemple il montre des indigènes admiratifs devant l'administration coloniale. L'explication de ce succès tient peut-être au fait que les Papous peuvent au moins s'y voir. Finalement, ce film montre des rapports humains inéquitables, où des autochtones sont contraints par la force des fusils de se conformer à des maîtres.
En 1974, un autre Australien, Dennis O'Rourke (en), pour la première fois commence à faire des films documentaires où les Papous en sont la voix même, et non plus des objets d'étude ou de considérations. Des Noirs y forment les modèles des héros. Ce cinéaste rejoint l'Institute of Papua New Guinea Studies (IPNGS, ou Institut de études sur la Papouasie-Nouvelle-Guinée) au sein duquel il réalise ou aide à réaliser des films sur le pays. Cependant, aucun auteur papouasien n'émerge de ce mouvement ; dans la production des films, les Papous restent cantonnés à des tâches techniques. Ce n'est qu'à partir de 1983, où des Papouasiens sont formés par les Ateliers Varan, une école de cinéma française, et par Jean Rouch, que certains deviennent auteurs, dans le sens français du terme, de films. Ce mouvement a comme base d'inspiration le film Nanouk l'Esquimau ; c'est à partir de lui que les méthodes de travail papoues sont construites, par l'ethnofiction et le cinéma direct. Ce type de cinéma travaille sur l'implication de l'ensemble des sujets d'un films dans le processus de création de ce film. Le premier « Atelier Varan » a été organisé à Goroka. Pour comprendre la notion d'auteur, l'enseignement s'appuie sur l'étude du cinéaste Jacques Tati en tant que personne exigeant de sa pratique du cinéma une raison d'être. Ce mouvement suscite en Papouasie-Nouvelle-Guinée une cinématographie documentaire riche et diversifiée.

### Films de Papouasie-Nouvelle-Guinée
- Wokabaut Bilong Tonton (Tonton's Travel), 1974,
- Sinmia, 1989-1991, 48 min, Kumain Nunguia,
- Tinpis Run, 1990, 90 min, Pengau Nengo,
- Bridewealth for a Goddess, 2000, Chris Owen & The Institute of Papua New Guinea Studies,
- Gina' wedding, 2008, Martin Maiden,
- Mister Pip, Andrew Adamson, australien, papouasien & néozélandais,
- Pawa Meri, 2014, 20 min, Renagi Taukarai,
- The Road to Home, 2015, évocation de l'indépendantiste Benny Wenda de Nouvelle-Guinée Occidentale
- La justice à Wosera, 2015, court-métrage de 16 min, de Liane Munau, sur la violence masculine contre les femmes,
- Tribal Wives en Papouasie Nouvelle-Guinée, 2010, de Sam Gunasekera, sur l'accueil fait à une jeune femme occidentale sur l'île de Kitawa, au village de Kunga Gea.

### Films tournés en Papouasie-Nouvelle-Guinée
- Le Cochon aux patates douces, 1971, Barbet Schroeder
- La Vallée, 1972, Barbet Schroeder
- La Montagne du dieu cannibale, 1978, Sergio Martino, censé se dérouler en Papouasie, tourné en Malaisie,
- Ileksen (Politics for Papua New-Guinea), 1979, film documentaire de Denis O'Rourke,
- Ceux Qui Appellent Les Requins (Titre original en anglais : The Sharkcallers of Kontu), 1981, film documentaire australien de Denis O'Rourke,
- First Contact, 1982, film documentaire australien de Bob Connolly (en) et Robin Anderson (en),
- Tukana - Husat I Asua, 1983, film australien de Chris Owen,
- Black Harvest, 1991, film documentaire australien de Bob Connolly (en) et Robin Anderson (en),
- To Have and to Hold, 1996, John Hillcoat,
- L'Évangile selon les Papous[41], 2001, 83 min, film documentaire de Thomas Balmès,
- Impressions sous-marines, 2002, de Leni Riefenstahl, sur des images tournées sur 30 ans,
- Paba Bilong Chimbu, 2007, 54 min, de Verena Thomes
- Sun Come Up, 2011, 38 min, film documentaire de Jennifer Redfearn,
- Savage Memory, 2011, 80 min, Zachary Stuart, Kelly Thomson,
- Sanctum, 2011, 109 min, Alister Grierson, docu-fiction australien sur scénario inspiré d'un faits-divers survenu à des spéléologues en Papouasie-Nouvelle-Guinée, tourné en Australie et au Mexique,
- Adam, 2015, 13 min, Fraser Green,
- Where the roads end, 2015, 60 min, film documentaire, Noémi Cuni, David Fontseca.

### Réalisateurs
- Arthur Hane-Mou, Mama bilong down under (court-métrage de 13 min), 2010,
- Kumain Nungta,
- Dennis O'Rourke, réalisateur d’origine australienne, a vécu et est intervenu de 1974 à 1979 en Papouasie-Nouvelle-Guinée, Yumi (1976)

## Sports

### Rugby à XIII
Le rugby à XIII est le véritable sport national, le pays étant même considéré comme le « troisième état treiziste d'Australie ». Il a été introduit dans les années 1930.
Les Kumuls, l'équipe nationale masculine, 7e au rang RLIF, participe en 2008 à la coupe du monde de Rugby à XIII. Elle termine dernière de son groupe derrière 3 grandes nations du XIII, l'Australie, l'Angleterre et la Nouvelle-Zélande.
Les femmes jouent également au rugby à XIII dans le pays et un documentaire (« Power Meri ») a même popularisé leur combat pour être reconnues comme sportives à part entière dans leur pays.

#### Bases de données et dictionnaires
- Site officiel
- Ressources relatives à la géographie :   - Marine Gazetteer
  - Mindat.org
- Ressource relative à la vie publique :   - Parlement du Royaume-Uni
- Ressource relative au vivant :   - Invasive Species Compendium
- Ressource relative à la santé :   - Medical Subject Headings
- Ressource relative à la bande dessinée :   - Comic Vine
- Ressource relative aux beaux-arts :   - Grove Art Online
- Ressource relative à l'audiovisuel :   - France 24
- Ressource relative à la musique :   - MusicBrainz
- Notices dans des dictionnaires ou encyclopédies généralistes :   - Britannica
  - Brockhaus
  - Den Store Danske Encyklopædi
  - Dizionario di Storia
  - Gran Enciclopèdia Catalana
  - Internetowa encyklopedia PWN
  - Nationalencyklopedin
  - Store norske leksikon
  - Universalis
- Notices d'autorité :   - VIAF
  - ISNI
  - BnF (données)
  - IdRef
  - LCCN
  - GND
  - Japon
  - Espagne
  - Israël
  - Suède
  - Australie
  - Croatie
  - Tchéquie
  - Grèce
  - WorldCat